# 山田芳治
山田 芳治（やまだ よしはる、1924年10月5日 - 1989年12月31日）は、日本の政治家（衆議院議員3期）。

## 経歴
旧制静岡高等学校から東京大学法学部を卒業。自治省に入庁し、京都府に出向して企画文書課長・人事課長・地方課長を歴任。自治省に戻り自治大臣秘書官・徳島県企画開発部長を歴任後、京都府知事だった蜷川虎三の誘いを受け総務部長から副知事（1967年）に就任した。
当時は蜷川の後継者と目されていたが、1972年の総選挙で京都2区選出だった柳田秀一の不出馬に伴い日本社会党公認から出馬、蜷川後継の立場を生かす格好でトップ当選を果たした。その後、1976年の総選挙でも再選を果たすが、蜷川が引退した1978年に社会党・公明党・民社党・社民連に推される形で京都府知事選に立候補。同じ蜷川与党だった日本共産党が杉村敏正を擁立したことから長く続いた社共共闘が崩れ、しかも知事選では自由民主党参議院議員から転身した林田悠紀夫（後の法務大臣）が当選したことで28年間続いた革新自治体の幕を下ろす格好になってしまった。
京都2区では翌1979年1月14日に衆議院議員補欠選挙が行われたが、共産党公認で出馬した有田光雄の後塵を拝する惨敗を喫する。同年の総選挙では僅差で元衆議院議長の前尾繁三郎を振り切って返り咲きを果たしたものの、1980年の総選挙で落選し政界から退いた。